# 貓與氣球
《貓與氣球》是大塚愛的第9張單曲。2005年5月11日由艾迴發行其之。DVD版本也同時發售。
以貓的角度所寫成的歌詞，特殊的角度闡述貓的自由生活以及人生觀。

## 收錄曲目

### CD
1. 貓與氣球 (03:33)
東芝「au CDMA 1X WIN W31T」廣告配樂。
第三張專輯《LOVE COOK》及第一張精選《愛 am BEST》收錄曲。
2. 夏空 (04:06)  
「music.jp」廣告配樂。
3. 貓與氣球（演奏版） (03:03)
4. 夏空（演奏版） (04:03)

### DVD
1. 貓與氣球 Music Clip